# معاملة المثليين في أنتيغوا وباربودا
قد يواجه الأشخاص من المثليين والمثليات ومزدوجي التوجه الجنسي والمتحولين جنسياً (اختصاراً: LGBT) في أنتيغوا وباربودا تحديات قانونية لا يواجهها غيرهم من المغايرين جنسيا. يعتبر النشاط الجنسي المثلي جريمة جنائية بعقوبة تصل حتى 15 سنة سجنا، ولكن القانون لا يتم تطبيقه. يميل الرأي العام إلى معارضة حقوق المثليين، وهذا هو السبب في أن مجتمع المثليين لا يتمتع بالحماية من التمييز، ولا يتم تضمينه في قوانين جرائم الكراهية. كما أنه لا يعترف قانونيا بالعلاقات المثلية بأي شكل من الأشكال، سواء أكان زواجًا أو شراكات، ولذلك فالمنازل التي يعيش فيها الشركاء المثليون غير مؤهلة للحصول على نفس الحماية القانونية المتاحة للأزواج المغايرين.

## قانونية النشاط الجنسي المثلي

القوانين المتعلقة بالمثلية الجنسية في جزر الأنتيل الصغرى.
زواج المثليين
الاعتراف بزواج المثليين المنعقد في الخارج فقط، دون الاعتراف بعقده في الداخل
شكل آخر من أشكال الاعتراف القانوني
لا اعتراف، أو غير معروف
المثلية الجنسية غير قانونية، لكن القانون لايتم تطبيقه
المثلية الجنسية غير قانونية

يتصل قسمان من «قانون الجرائم الجنسية 1995» بالنشاط الجنسي المثلي:
القسم 12. (1) الشخص الذي يرتكب الجنس من الدبر هو مذنب بارتكاب جريمة ويكون عرضة للإدانة بالسجن -

(أ) مدى الحياة، إذا ارتكبها شخص بالغ على قاصر؛

(ب) لمدة خمس عشرة سنة، إذا ارتكبها شخص بالغ على شخص بالغ آخر؛

(ج) لمدة خمس سنوات، إذا ارتكبها قاصر.

(2) في هذا القسم، تعني كلمة «الجنس من الدبر» الجماع الجنسي لكل شخص من قبل شخص ذكر مع شخص ذكر....
القسم 15. (1) الشخص الذي يرتكب فعلًا بذيئًا خطيرًا على أو تجاه شخص آخر مذنب بارتكاب جرم ويكون عرضة للإدانة بالسجن -

(أ) لمدة عشر سنوات، إذا ارتكبت على أو تجاه قاصر دون السادسة عشرة من العمر؛

(ب) لمدة خمس سنوات، إذا ارتكبت أو تجاه شخص يبلغ من العمر ستة عشر عامًا أكثر.... 

 * * * *

(3) إن الفعل «البذئ الخطير» هو فعل، بخلاف الجماع (سواء كان طبيعيًا أو غير طبيعي)، من جانب شخص ينطوي على استخدام العضو التناسلي بغرض إثارة أو إشباع الرغبة الجنسية.
كما يتم وضع «المعتدين المتكررين» للجنس من الدبر على سجل مرتكبي الجرائم الجنسية لبقية حياتهم.
في مايو 2016، خلال «المراجعة العالمية الدورية» في مجلس حقوق الإنسان التابع للأمم المتحدة، نصح ممثلون من الأرجنتين، أستراليا، فرنسا، ألمانيا، هولندا، ونيكاراغوا الحكومة لإلغاء حظر السدومية وضمان حقوق الإنسان الكاملة للفئات الضعيفة مثل مجتمع المثليين. أعلنت وزيرة التحول الاجتماعي، سامانثا مارشال لاحقًا أن قانون تجربم السدومية قديم ويجب إلغاؤه. أكدت السكرتيرة البرلمانية بوزارة الشؤون القانونية، السناتورة مورين باين-هيمان، للمجلس أن مجتمع المثليين جنسياً لا يتعرض للاضطهاد في البلاد.
في 24 أغسطس 2016، أعلنت حكومة أنتيغوا وباربودا أنها ليست لديها نية لإلغاء حظر السدومية في البلاد. جاء هذا الإعلان بعد أن ألغت المحكمة العليا في بليز حظر السدومية في بليز باعتباره غير دستوري. ومع ذلك، أقرت الحكومة أنه، لأن بليز وأنتيغوا وبربودا لديهما سوابق قضائية متطابقة، إذا رفعت مجموعة دعوى ضد القانون في المحكمة، فمن المؤكد أنها ستعلن أن القانون غير دستوري.

## ملخص
| قانونية النشاط الجنسي المثلي                                                             | للذكور (العقوبة: السجن لمدة تصل إلى 15 سنة؛ لا يتم تطبيقه (/ للإناث |
| المساواة في السن القانوني للنشاط الجنسي                                                  | / للإناث                                                            |
| قوانين مكافحة التمييز في التوظيف                                                         | No                                                                  |
| قوانين مكافحة التمييز في توفير السلع والخدمات                                            | No                                                                  |
| قوانين مكافحة التمييز في جميع المجالات الأخرى (تتضمن التمييز غير المباشر، خطاب الكراهية) | No                                                                  |
| قوانين مكافحة أشكال التمييز المعنية بالهوية الجندرية                                     | No                                                                  |
| زواج المثليين                                                                            | No                                                                  |
| الاعتراف القانوني بالعلاقات المثلية                                                      | No                                                                  |
| السماح بالتبني للشخص العازب بغض النظر عن التوجه الجنسي                                   | No                                                                  |
| تبني أحد الشريكين للطفل البيولوجي للشريك الآخر                                           | No                                                                  |
| التبني المشترك للأزواج المثليين                                                          | No                                                                  |
| يسمح للمثليين والمثليات الخدمة علناً في القوات المسلحة                                    | ليس لديها جيش                                                       |
| الحق بتغيير الجنس القانوني                                                               | No                                                                  |
| علاج التحويل محظور على القاصرين                                                          | No                                                                  |
| الحصول على أطفال أنابيب للمثليات                                                         | No                                                                  |
| الأمومة التلقائية للطفل بعد الولادة                                                      | No                                                                  |
| تأجير الأرحام التجاري للأزواج المثليين من الذكور                                         | No                                                                  |
| السماح للرجال الذين مارسوا الجنس الشرجي التبرع بالدم                                     | No                                                                  |